# Dicranota quadrihamata
Dicranota (Dicranota) quadrihamata là một loài ruồi trong họ Pediciidae. Chúng phân bố ở vùng sinh thái Palearctic.